# Tapwave Zodiac

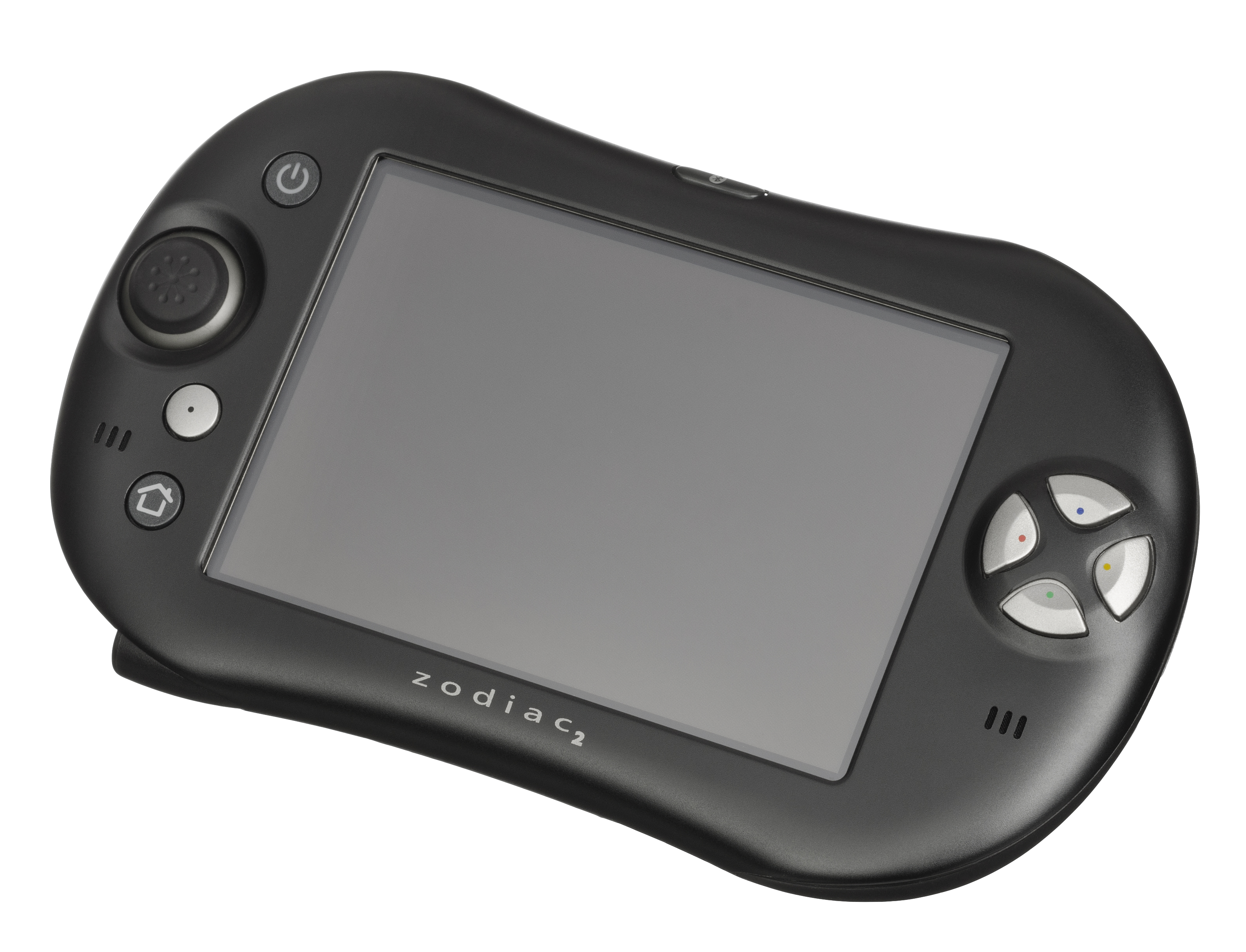
Tapwave Zodiac 2

De Tapwave Zodiac is een Palm-computer. Hij is ontwikkeld door het Amerikaanse bedrijf Tapwave en is tevens de eerste zakcomputer ontwikkeld met game- en multimediamogelijkheden. Op 25 juli 2005 verklaarde Tapwave zichzelf failliet en sindsdien steunen ze de Zodiac niet meer.

## Mogelijkheden
De Zodiac heeft standaard een agenda, adressenlijst, te-doen-lijst en een kladblok. Tevens zitten er standaard spelletjes op, zoals patience, een mp3-speler en een Kinoma Video Player om digitale video's mee af te spelen. Ook kan deze zakcomputer foto's laten zien en sommen uitrekenen. Hij heeft ook nog programma's zoals WordSmith (lijkt op Microsoft Word), een grafisch programma dat InkStorm heet, een internetbrowser, sms-mogelijkheid en een tijdsaanduiding.

## Games
Vanaf de aanschaf zitten er spellen op geprogrammeerd, zoals Zodtris (een Tetris-variant) en FireFly (een Pac-Man-variant). Via een SD-kaart kan je er andere externe spelletjes mee spelen, zoals:
- Doom II
- Duke Nukem Mobile
- SpyHunter
- Tony Hawk's Pro Skater 4

## Trivia
- De Zodiac zou oorspronkelijk Helix heten, maar dit is gewijzigd.